# 佐藤脩 (海軍軍人)
佐藤 脩（さとう おさむ、1886年（明治19年）12月5日 - 1974年（昭和49年）2月4日）は、日本の海軍軍人。最終階級は海軍少将。日本海軍の中華民国専門家である。旧姓古川。

## 人物・来歴
略歴

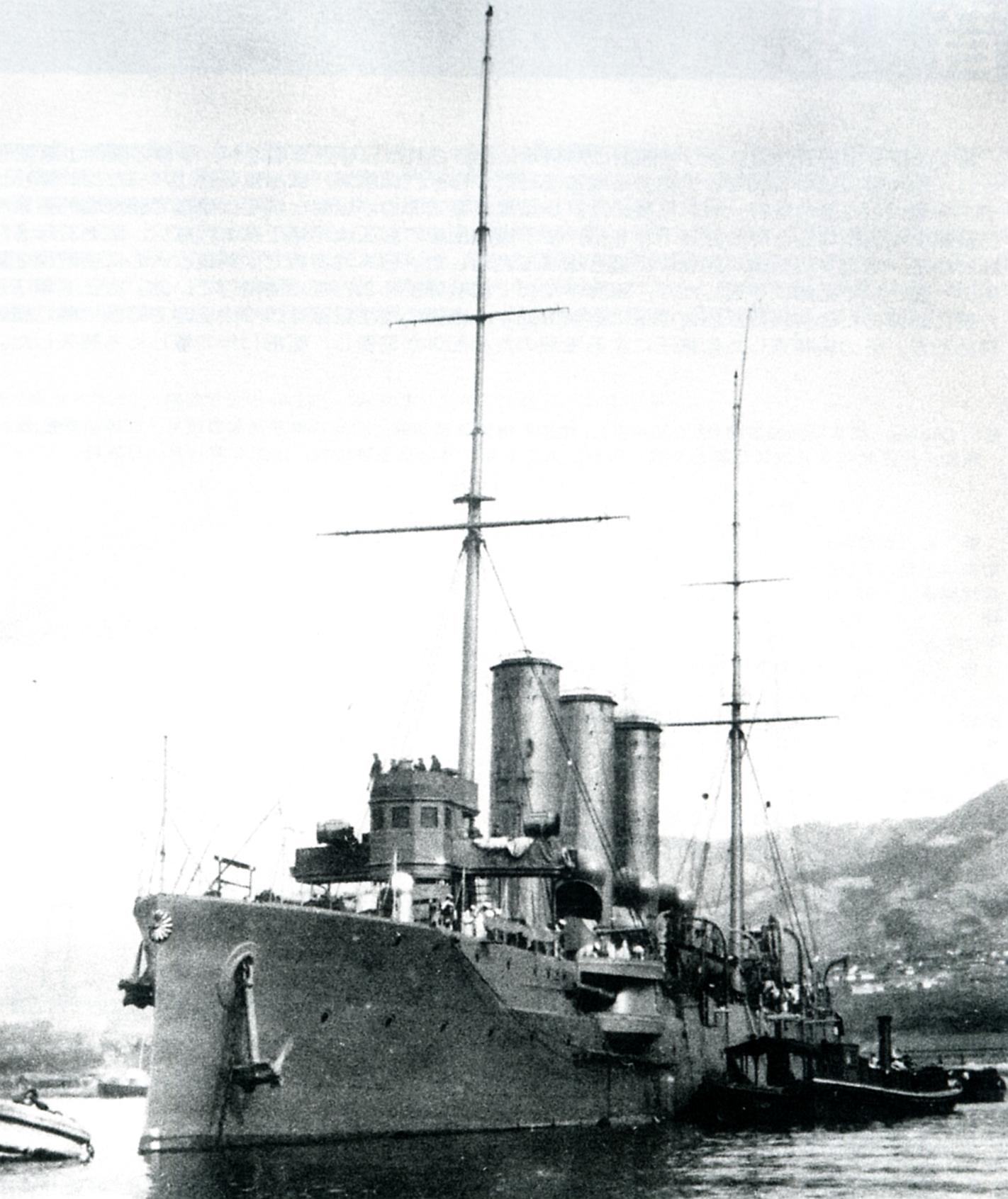
艦長を務めた「対馬」

横浜市出身。本籍は青森県にあった。横浜一中を経て、海軍兵学校に首席入校。1907年（明治40年）卒業。席次は172人中26番。佐藤は海兵35期の一人である。1913年（大正2年）12月大尉へ進級し、「薩摩」分隊長。翌年海軍大学校（以下「海大」）専修学生を修了し、航海科専攻士官となる。佐藤は6艦で航海長を務めた。
1919年（大正8年）、海大甲種学生に入校（19期）。海大同期に草鹿任一、小沢治三郎がいる。1922年（大正12年）砲艦・「伏見」艦長となる（階級は少佐）。その後は第一遣外艦隊参謀、軍令部参謀（三班六課）、軍令部参謀兼第一遣外艦隊司令部附、軍令部参謀と参謀勤務が多く、「長門」副長を経て、1928年（昭和3年）12月大佐へ進級。第二遣外艦隊所属の「対馬」艦長に補され、北支警備に従事した。翌年には軍令部に戻り、三班六課長として中華民国情報の責任者となる。なお満州事変勃発に伴い、六課は中華民国専門となり、七課・八課が分離したため一時3つの課長職を兼務している。事変後に軍令部次長の百武源吾が満州視察を行った際は同行した。1932年（昭和7年）12月、中華民国公使館（のち大使館）附武官となり、緊張状態にある日中間の調整にあたる。在任中に少将へ昇進し、同職を4年務めた。1937年（昭和12年）12月、予備役編入。
日本屑鉄統制株式会社の常務を務めていたが、1943年（昭和18年）10月に充員召集を受け、北京在勤武官として再び中国での活動に従事。召集解除は1946年（昭和21年）12月であった。稚松会会員。1947年（昭和22年）11月28日、公職追放仮指定を受けた。
中国通
佐藤は津田静枝、須賀彦次郎らと同様、日本海軍が養成した中国問題の専門家であった。海軍における中国専門家は傍流であったが、佐藤は海大甲種出身という珍しい存在である。少佐時代から中華民国関連の職務にあり、中華民国要人の知己も多かったが、対馬艦長時代には海賊の頭目と称された人物を訪問するなど、様々な階層とつながりがあった。佐藤は蔣介石の信頼を得ており、予備役編入の際は日本海軍の軍人としてただ一人、中華民国最高勲章を授与された。
航海長を務めた艦
- 防護巡洋艦：秋津洲
- 装甲巡洋艦：八雲
- 戦艦：石見・朝日・摂津・香取

## 親族
- 妻のタマは横浜外国人居留地警察（のち加賀町警察署）の名物署長として知られた碇山晋（1858-1936）の三女。タマの姉の夫に長谷部言人。[8]
- 女婿 田中武克（海軍少佐・海兵62期首席[9]）
- 妹婿 栗田健男（海軍中将・海兵38期）[10]

## 栄典
- 1914年（大正3年）1月30日 - 正七位[11]